# Улица Вермишева (Липецк)
У́лица Ве́рмишева — улица в Советском округе Липецка. Проходит в 10-м микрорайоне от улицы Космонавтов (неподалёку от площади Космонавтов) до Каменного лога, а затем вдоль него до улицы Берзина. Фактически это жилой квартал.
Получила своё название 30 января 1970 года (хотя застройка образовалась ранее) в честь революционера, поэта и журналиста А. А. Вермишева (1879—1919), погибшего при обороне Ельца от белогвардейцев.
Улица застроена средне- и многоэтажными домами.

## Адреса
- № 2 — жилой дом с расположенными на первом этаже и в пристройке ресторанами, магазинами.
- № 16 — филиал средней школы № 49 (бывшая средняя школа № 30)
- № 7а и 10 — детские сады
- № 18 — городской кожно-венерологический диспансер
- № 17/2 — телекомпания «Славия»

## Транспорт
- авт. 9т, 20, 30, 300, 321, 322, 325, 330, 346, 379 ост.: «10-й микрорайон»; авт. 2т, 9т, 30, 300, 306, 321, 330, 343, 345, 359, 378, ост.: «Ул. Вермишева».

## Примечание
На некоторых современных картах Липецка улицей Вермишева ошибочно изображается участок улицы Космонавтов от площади Космонавтов до Московской улицы (между 10-м и 9-м микрорайонами). Этому участку в середине 1970-х годов планировали присвоить имя Героя Советского Союза лётчика-космонавта В. И. Пацаева (1933—1971), погибшего в июне 1971 года вместе с экипажем космического корабля «Союз-11» при спуске с орбиты после завершения космического полёта. По неизвестным причинам присвоение не состоялось, и этот участок остался частью улицы Космонавтов, но дома по обеим его сторонам адресованы по улице Вермишева и 9-му микрорайону.